# Dębsko (przystanek kolejowy)
Dębsko – zlikwidowany wąskotorowy przystanek osobowy w Dębsku, na wąskotorowej linii kolejowej Rakoniewice Wąskotorowe – Krzywiń, w powiecie grodziskim, w województwie wielkopolskim, w Polsce.